# Le Verger du roi Louis
 (avril 2016).
Si vous disposez d'ouvrages ou d'articles de référence ou si vous connaissez des sites web de qualité traitant du thème abordé ici, merci de compléter l'article en donnant les références utiles à sa vérifiabilité et en les liant à la section « Notes et références ».
Le Verger du roi Louis est le nom sous lequel est connu le poème publié sous le titre Ballade des Pendus et écrit par Théodore de Banville. Ce poème fait en réalité partie de la pièce de théâtre Gringoire, comédie en un acte en prose, que Théodore de Banville publie chez Levy Frères en 1866.

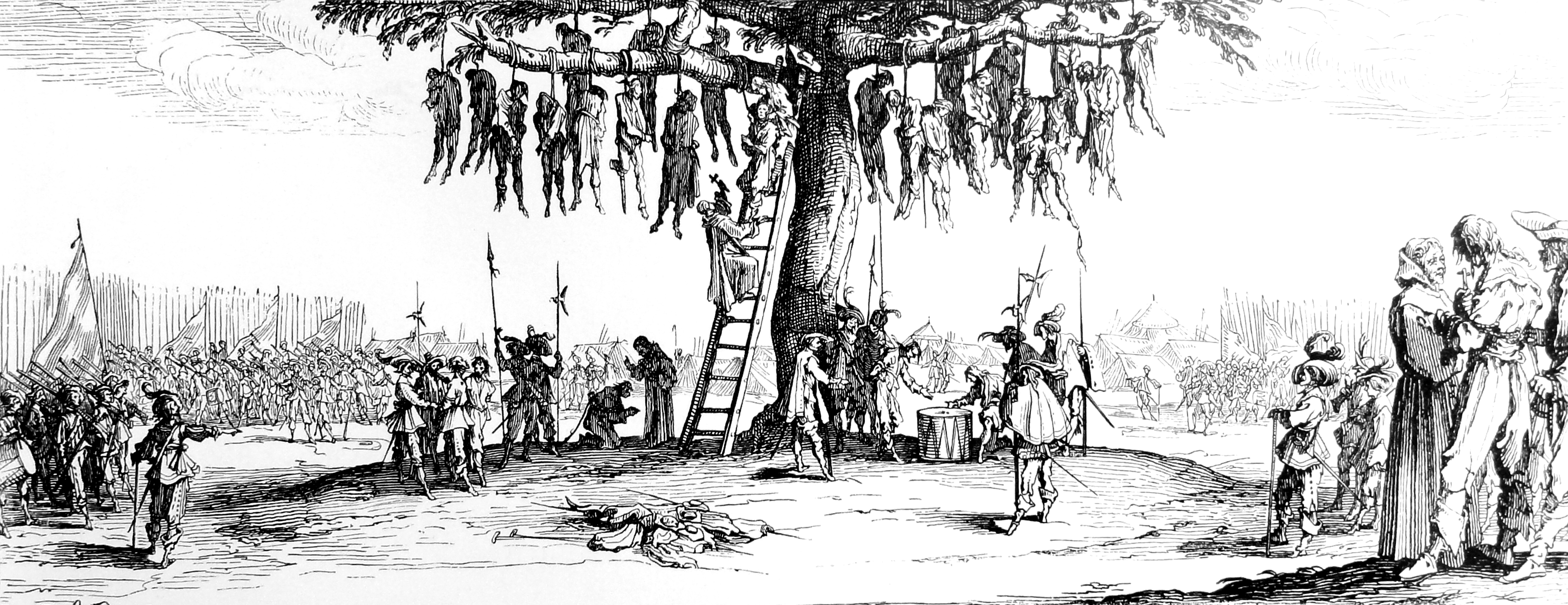
Gravure de Jacques Callot, vers 1633

Dans la scène IV de la pièce, Théodore de Banville met en scène le personnage Pierre Gringoire (inspiré du poète réel Pierre Gringore), à qui la pièce attribue le poème, que l’on fait amener devant le roi Louis XI, voyageant incognito, afin qu'il lui récite sa ballade.
Ce poème dénonce les pendaisons ordonnées par le roi Louis XI, évoquant les « chapelets de pendus » du « verger du roi Louis » et les comparant à des « grappes de fruits inouïs ».
Ce poème est également un hommage à François Villon et à sa Ballade des pendus.

## Adaptations en chansons
En 1908, Jean-Paul Mariage met en musique le poème et le publie en 1909 sous le titre Ballade des pendus.
En 1960, Georges Brassens met en musique le poème et l'enregistre sur l'album Les Funérailles d'antan.
Le texte de la chanson Strange Fruit, écrite en 1937 par Abel Meeropol et chantée par Billie Holiday, présente de nombreuses analogies avec ce poème.

## La Ballade des pendus
Sur ses larges bras étendus,
La forêt où s’éveille Flore,
A des chapelets de pendus
Que le matin caresse et dore.
Ce bois sombre, où le chêne arbore
Des grappes de fruits inouïs
Même chez le Turc et le Maure,
C’est le verger du roi Louis.

Tous ces pauvres gens morfondus,
Roulant des pensées qu’on ignore,
Dans des tourbillons éperdus
Voltigent, palpitants encore.
Le soleil levant les dévore.
Regardez-les, cieux éblouis,
Danser dans les feux de l’aurore.
C’est le verger du roi Louis.

Ces pendus, du diable entendus,
Appellent des pendus encore.
Tandis qu’aux cieux, d’azur tendus,
Où semble luire un météore,
La rosée en l’air s’évapore,
Un essaim d’oiseaux réjouis
Par-dessus leur tête picore.
C’est le verger du roi Louis.

Prince, il est un bois que décore
Un tas de pendus enfouis
Dans le doux feuillage sonore.
C’est le verger du roi Louis.